# Шумска мочвара
Шумска мочвара или бара је веће влажно станиште (површине до 8 ha) у коме је водена маса ниског нивоа. Услед тога, Сунчева светлост допире до дна омогућавајући процес фотосинтезе и успешно загревајући воду баре. Вода у барама може бити стално присутна, или оне могу пресушивати. Боја воде у барама се креће од смеђе до зеленкасте, а зависи од дубине баре, типа дна и присутног подводног растиња. Баре се одликују бујном вегетацијом и фауном.
Шумске мочваре се сматрају транзиционим зонама јер и земља и вода играју улогу у стварању овог окружења. Шумске мочваре се разликују по величини и налазе се широм света. Вода мочваре може бити неслана вода, боћата вода или морска вода. Слатководне мочваре се формирају дуж великих река или језера где су критично зависне од кишнице и сезонских поплава да би одржале природне флуктуације нивоа воде. Мочваре слане воде налазе се дуж тропских и суптропских обала. Неке мочваре имају хамоке, или избочине на сувом, прекривене воденом вегетацијом, или вегетацијом која толерише периодичне поплаве или засићење тла. Две главне врсте шумских мочвара су „праве” или мочварне шуме и „прелазне” или грмасте мочваре. У бореалним регионима Канаде, термин шумска мочвара се колоквијално користи за оно што се формалније назива тресавом, низијским мочваром или сфагнумском мочваром. Неке од највећих светских мочвара налазе се дуж великих река као што су Амазон, Мисисипи и Конго.

## Разлике између мочвара и шумских мочвара
Шумске мочваре и мочваре су специфичне врсте мочвара које се формирају дуж водених тела која садрже богата, хидратизована тла. Мочваре су мочварна подручја, непрекидно или често преплављена оближњим текућим воденим површинама, у којима доминира вегетација меког стабла и зељасте биљке. Шумске мочваре су мочваре које се састоје од засићеног земљишта или стајаће воде и у њима доминира дрвенаста вегетација отпорна на воду као што су жбуње, грмље и дрвеће.

## Хидрологија
Шумске мочваре се одликују засићеним земљиштем и споро текућим водама. Вода која се акумулира у шумским мочварама долази из различитих извора укључујући падавине, подземне воде, плиме и/или поплаве слатком водом. Сви ови хидролошки путеви доприносе томе како енергија и хранљиви састојци улазе и излазе из екосистема. Како вода тече кроз мочвару, хранљиве материје, седимент и загађивачи се природно филтрирају. Хемикалије попут фосфора и азота које завршавају у воденим токовима се апсорбују и користе од стране водених биљака у мочвари, пречишћавајући воду. Све преостале или присутне хемикалије ће се акумулирати на дну мочваре, уклањати се из воде и затрпавати у седименту. Биогеохемијско окружење мочваре зависи од њене хидрологије, утичући на нивое и доступност ресурса попут кисеоника, хранљивих материја, pH воде и токсичности, што ће утицати на цео екосистем.

## Вредности и услуге екосистема
Шумске мочваре и друге мочваре традиционално имају веома ниску вредност имовине у поређењу са пољима, преријама или шумама. Оне имају репутацију непродуктивног земљишта које се не може лако искористити за људске активности, осим лова, хватања у замке или риболова. Пољопривредници су, на пример, обично исушивали мочваре поред својих њива како би добили више земље употребљивог за садњу усева, како историјски, тако и у мањој мери, сада. С друге стране, мочваре могу (и играју) корисну еколошку улогу у укупним функцијама природног окружења и обезбеђују различите ресурсе од којих зависе многе врсте. Показало се да су шумске мочваре и друге мочваре природни облик управљања поплавама и одбране од поплава. У таквим околностима када дође до поплава, мочваре апсорбују и користе вишак воде унутар мочварног подручја, спречавајући да путује и поплави околна подручја. Густа вегетација унутар мочваре такође обезбеђује стабилност земљишта, задржавајући земљиште и седимент на месту док спречава ерозију и губитак земљишта. Мочваре су богат и вредан извор свеже воде и кисеоника за цео живот, а често су и легло за широк спектар врста. Поплавне мочваре су важан ресурс у производњи и дистрибуцији рибе. Две трећине глобалне рибе и шкољки се комерцијално сакупљају и зависе од мочвара.

## Утицаји и очување
Историјски гледано, познато је да људи исушују и/или пуне шумске мочваре и друге мочваре како би створили више простора за људски развој и смањили опасност од болести које преносе мочварни инсекти. Мочваре се уклањају и замењују земљиштем које се затим користи за намене као што су пољопривреда, некретнине и рекреативна употреба. Многе шумске мочваре су такође биле подвргнуте интензивној сечи и пољопривреди, што је захтевало изградњу дренажних јарака и канала. Ови ровови и канали су допринели одводњавању и, дуж обале, омогућили су продор слане воде, претварајући шумске мочваре у мочваре или чак у отворене воде. Велике површине мочваре су стога изгубљене или деградиране. Луизијана представља класичан пример губитка мочварног земљишта услед ових комбинованих фактора. Европа је вероватно изгубила скоро половину својих мочвара. Нови Зеланд је изгубио 90 одсто својих мочвара у периоду од 150 година. Еколози препознају да мочваре пружају вредне еколошке услуге укључујући контролу поплава, производњу рибе, пречишћавање воде, складиштење угљеника и станишта дивљих животиња. У многим деловима света власти штите мочваре. У деловима Европе и Северне Америке, пројекти обнове мочвара постају све распрострањенији. Влада Сједињених Држава је 1970-их почела да примењује строже законе и програме управљања у настојању да заштити и обнови ове вредне екосистеме. Често најједноставнији кораци за обнављање мочвара укључују зачепљење дренажних канала и уклањање насипа.
Заштитници природе раде на очувању мочвара попут оних у северозападној Индијани на средњем западу Сједињених Држава које су очуване као део Индијана дина.

## Значајни примери
Мочваре се могу наћи на свим континентима осим на Антарктику.
Највећа мочвара на свету је поплавна равница реке Амазон, која је посебно значајна по великом броју врста риба и дрвећа.

### Африка
Суд и Делта Окаванго су најпознатија мочварна подручја Африке. Поплавне равнице Бангвеулу чине највећу мочвару у Африци.

### Азија
Месопотамске мочваре су велики мочварни и речни систем у јужном Ираку, традиционално настањен делом мочварних Арапа.
У Азији, тропске тресетне мочваре се налазе у источној и југоисточној Азији. У југоисточној Азији, тресетишта се углавном налазе у приобалним и подобалним подручјима на малим надморским висинама и простиру се у унутрашњости на удаљености већој од 100 km (62 mi) дуж речних долина и преко сливова. Углавном се налазе на обалама источне Суматре, Калимантана (провинције централни, источни, јужни и западни Калимантан), Западне Папуе, Папуе Нове Гвинеје, Брунеја, полуострва Малаја, Сабаха, Саравака, југоисточног Тајланда и Филипина. Индонезија има највећу површину тропског тресетишта. Од укупно 440.000 km2 (170.000 sq mi) тропских тресетних мочвара, око 210.000 km2 (81.000 sq mi) се налази у Индонезији.
Васјуганска мочвара је велика мочвара у западном Сибиру у Руској Федерацији. Ово је једна од највећих мочвара на свету, која покрива површину већу од Швајцарске.

### Северна Америка
Шумска мочвара Атчафалаја на доњем крају реке Мисисипи највећа је мочвара у Сједињеним Државама. То је важан пример мочваре јужног чемпреса, али је у великој мери измењена сечом, дренажом и изградњом насипа. Друге познате мочваре у Сједињеним Државама су шумовити делови Евергладеса, мочваре Окефеноки, мочваре Барли Барбер, мочваре Великог чемпреса и Велике мрачне мочваре. Окефеноки се налази на крајњем југоистоку Џорџије и благо се протеже до североисточне Флориде. Велика мочвара чемпреса је углавном у Делаверу, али се протеже у Мериленд на полуострву Делмарва. Државни парк Појнт Лукаут на јужном делу Мериленда садржи велику количину шумских мочвара и мочвара. Велика мрачна мочвара лежи у крајњој југоисточној Вирџинији и на крајњем североистоку Северне Каролине. Оба су национална уточишта за дивље животиње. Још једно мочварно подручје, језеро Рилфут у екстремном западном Тенесију и Кентакију, настало је земљотресима у Новом Мадриду 1811-12. Језеро Кадо, Грејт Дисмал и Рилфут су шумске мочваре које су усредсређене на великим језерима. Шумске мочваре се често повезују са речним рукавцима на југоистоку Сједињених Држава, посебно у региону обале Мексичког залива. Бејџол је врста мочваре која се налази у шумама држава на обали Мексичког залива у САД.